# Masculinisme (médecine)
Pour l’article homonyme, voir Masculinisme (idéologie).
En médecine, le masculinisme caractérise l'« état d'un sujet féminin qui présente des caractères sexuels secondaires masculins » (aménorrhée, voix rauque, hirsutisme, etc.).

## Étymologie
Selon le Trésor de la langue française, la première attestation de masculinisme date de 1931. Le dictionnaire mentionne le terme prédécesseur « masculisme », attesté en 1902 dans le Nouveau Larousse illustré, « qui avait à l'origine le sens de « ensemble du sexe masculin, de ses conditions d'être, naturelles et sociales » par opposition à féminisme, dérivé par haplologie de masculin sur le modèle de féminisme ».

## Définition
Dans le domaine médical, le mot désigne l'état d'un sujet féminin qui présente des caractères sexuels secondaires masculins (pilosité faciale, voix grave, aménorrhée, atrophie mammaire),,. « Il s'observe dans certaines tumeurs de l'ovaire, dans quelques cas de tumeurs surrénaliennes ou après traitement par des androgènes. »